# الحكم بن عوانة الكلبي
الحكم بن عوانة الكلبي كان والي على أرض السند في زمن الخليفة الاموي هشام بن عبد الملك بعد ما توفى والي السند السابق تميم بن زيد العتبي، ثم ولاه خالد بن عبد الله القسري والي العراق على السند .

## نسبه
الحكم بن عوانة الكلبي القضاعي، من قبيلة بنو كلب بن وبرة من قضاعة الحميرية القحطانية.

## ولاية خراسان
قبيل وفاة أسد بن عبد الله القسري أستخلف الحكم بن عوانة الكلبي على خراسان ولكن الحكم بن عوانة لم يدم طويلا بالولاية حيث أن الخليفة الأموي هشام بن عبد الملك عزلة ولم يدم طويلا في ولايتة لخراسان .

## ولاية السند
بعد عزلة من خراسان تم تولية الحكم بن عوانة بلاد السند ، وعندما كفر وأرتد أهل الهند إلا أهل أقليم قصه كجه، حيث لم يرى المسلمين هناك ملجأ يلجؤن إليه، فبنى والي السند الحكم بن عوانة الكلبي من وراء البحيرة مما يلي الهند مدينة سماها المحفوظة وجعلها مأوى للمسلمين هناك، وكان عمرو بن محمد بن القاسم الثقفي مع الحكم بن عوانة الكلبي وكان يفوض إليه ويقلده جسيم أمور الولاية وأعمالها فأرسلة في جيش من مدينة المحفوظة، فظفر ذلك الجيش وأنتصر، فلما قدم عليه بعد النصر أمره الحكم ببناء دون البحيرة مدينة سماها المنصورة، وأصبحت المنصورة بعد ذلك مقر لحكم الولاة الأمويين على السند وأنحاء الهند .
فأخذ الحكم بن عوانة الكلبي ما كان في أيدي العدو مما غلبوا عليه ورضي الناس وأحبوا ولايته عليهم .
وكان يحسب للحكم بن عوانة أنه قضى على الفتن في بلاد الهند وقام بحماية المسلمين وإجلاء بعضهم من المناطق المتوترة إلى مدن وأماكن قام بإنشائها لحمايتهم .
كان خالد بن عبد الله القسري والي العراق يقول:
واعجبا! وليت فتى العرب - يعني تميم الوالي السابق المتوفي - فرفض وترك، ثم وليت أبخل العرب فرضي به !! .
( يقصد انه بالسابق ولى تميم بن زيد فرفضة أهل السند وعندما ولى الحكم بن عوانة أحبه أهل السند وقبلوا به !

## وفاته
قتل الحكم بن عوانة في بلاد السند سنة 122 هـ.